# Walther Müller
Walther Müller (6 de setembre de 1905 a Hannover - 4 de desembre de 1979 a Walnut Creek, Califòrnia) va ser un físic alemany, conegut sobretot per la seva millora del comptador de radiacions ionitzants de Hans Geiger, ara conegut com el tub Geiger-Müller.
Walther Müller va estudiar física, química i filosofia a la Universitat de Kiel. El 1925 es va convertir en el primer estudiant de doctorat de Hans Geiger, que acabava d'obtenir una càtedra a Kiel. El seu treball sobre la ionització de gasos per col·lisió va portar a la invenció del comptador Geiger-Müller, una eina ara indispensable per mesurar la radiació radioactiva.
Després d'un temps com a professor a la Universitat de Tübingen, va treballar durant la resta de la seva vida professional com a físic industrial (és a dir, un físic que treballava en R+D industrial) a Alemanya, després com a assessor dels Laboratoris d'Investigació del Departament de Postmasters Generals d' Austràlia a Melbourne, i després com a físic industrial als Estats Units, on també va fundar una empresa per fabricar tubs Geiger–Müller.

## Obres
- Die Rolle des positiven Ions bei der selbsttätigen Entladung in Luft. In: Zeitschrift für Physik. Band 48, Nummer 9–10, 1928, S. 624–646 (Dissertation; doi:10.1007/BF01339313).

Amb Hans Geiger:
- Elektronenzählrohr zur Messung schwächster Aktivitäten. In: Die Naturwissenschaften. Band 16, Band 31, 1928, S. 617–618 (doi:10.1007/BF01494093).
- Das Elektronenzählrohr. In: Physikalische Zeitschrift. Band 29, 1928, S. 839–841.
- Das Elektronenzählrohr, seine Arbeitsweise und Anwendbarkeit. In: Forschungen und Fortschritte. Band 5, 1929, S. 127–128.
- Technische Bemerkungen zum Elektronenzählrohr. In: Physikalische Zeitschrift. Band 30, 1929, S. 489–493.
- Demonstration des Elektronenzählrohrs. In: Physikalische Zeitschrift. Band 30, 1929, S. 523.